# Raoul Got
Raoul Got (11 de outubro de 1900 — 20 de novembro de 1955) foi um jogador de rugby union francês, medalhista olímpico.

## Carreira
Durante sua carreira esportiva, representou os clubes Green Devils Perpignan, USA Perpignan e Stade Toulousain. Com os EUA, o Perpignan conquistou o título de campeão francês em 1921 e disputou a final em 1924.
Ele fez parte da primeira equipe a vencer uma partida internacional fora da França, na Irlanda em 1920, e integrou a equipe da Seleção da França que conquistou a medalha de prata nos Jogos Olímpicos de Verão de 1924 em Paris. Ele jogou as duas partidas da competição, nas quais os franceses derrotaram a Romênia por 61–3 no Stade de Colombes em 4 de maio, e duas semanas depois perderam para os EUA por 3–17.
No exército, foi campeão nos 100 metros rasos. Ele morreu de ataque cardíaco.